# Respirazione orale
Con il termine respirazione orale viene identificata una vera e propria sindrome da disadattamento psico-neuro-endocrino-immunitario derivata da stimoli patologici provenienti dall’ambiente esterno che porta l’organismo umano ad adattarvisi.
È una condizione patologica caratterizzata dal fatto che l’aria inspirata percorre principalmente ( L’80% della stessa) il canale della orofaringe anziché quello della rinofaringe come fisiologicamente dovrebbe avvenire, a causa di un vantaggio meccanico del soggetto affetto. Questa condizione è dovuta al fatto che, con la crescita, lo scheletro laringeo diventa più basso rispetto al palato molle, la rima glottidea non si trova più in stretta connessione con l’ugola e quindi l’aria può venire introdotta dalla bocca, ma a ciò devono opporsi i tre sigilli presenti all’interno del cavo orale (labiale, tra lingua e palato duro e tra lingua e palato molle). Per poter parlare di respirazione orale propriamente detta, devono venire meno questi tre sigilli.
Una volta instauratosi questo tipo di respirazione ha un carattere intermittente (soprattutto notturno) e si tratta più frequentemente di una respirazione oro-nasale, poiché l’ostruzione completa delle vie aeree nasali è molto rara, possiamo trovarla solo in caso di atresia delle coane congenita, una malformazione cranio facciale caratterizzata dall’occlusione del passaggio nasale posteriore dell’aria, per la presenza di un setto divisorio sito fra i confini anatomici delle coane posteriori.

## Epidemiologia
I dati statistici che riguardano la diffusione della respirazione orale sono contrastanti.
Alcuni studi su bambini riportano percentuali comprese fra il 20 ed il 40%, a seconda della fascia di età considerata.
Secondo un altro studio effettuato la frequenza della respirazione orale era del 27% in un campione di 2500 bambini con età compresa fra i 2 e i 6 anni.

## Eziologia
La respirazione orale è secondaria a diversi fattori eziologici, anatomici e funzionali (adenoidi, tonsille, macroglossia, deviazione del setto nasale, riniti allergiche, alterazioni della deglutizione, vizi posturali) intra- ed extranasali, che ostruiscono le vie aeree nasali.
Si tratta di una patologia a carattere multifattoriale dove distinguiamo fattori locali e generali:
Fattori primari locali: per la maggior parte rappresentate da condizioni morbose che conducono ad ostruzioni di vario grado delle vie aeree superiori. Le principali sono:
▪ Riduzione dello spazio naso-faringeo;
▪ Deviazione del setto nasale;
▪ Riniti croniche (allergiche e vasomotorie);
▪ Poliposi nasale;
▪ Processi infiammatori a carico dei seni paranasali;
▪ Traumi;
▪ Ipertrofia dei turbinati;
▪ Corpi estranei;
▪ Faringiti croniche;
▪ Neoformazioni (cisti, tumori);
▪ Ipertrofia adenotonsillare;
Nell’analisi dei fattori locali bisogna aver presente che lo sviluppo del tessuto adeno-tonsillare è differente dal restante sviluppo linfo-ghiandolare.
Le adenoidi e le tonsille palatine costituiscono, insieme alla tonsilla tubarica e alla tonsilla linguale, organi linfatici posti all’entrata delle vie aeree e digestive, noti con il nome di anello di Waldeyer.
Data la sede, proteggono dalle infezioni per inalazione e per ingestione. Questo insieme di tessuti (adenoidi più tonsille) agisce come unità singola sicché la rimozione di uno di essi fa ipertrofizzare gli altri.
Alla nascita le tonsille e le adenoidi sono piccole, tutti i neonati infatti respirano obbligatoriamente con il naso.
Le adenoidi vanno incontro ad ipertrofia fisiologica all’età di 3 anni, le tonsille invece a 5 anni.
Il fatto che le adenoidi vanno incontro ad ipertrofia prima delle tonsille, obbliga alle volte il bambino a respirare con la bocca, sottoponendo le tonsille in modo abnorme all’azione dell’aria ispirata, non depurata e riscaldata dal naso con conseguente infiammazione e si ipertrofizzazione.
Se permane questa respirazione orale le adenoidi non vanno in atrofia fisiologica perché non vengono attivate, mentre le tonsille non vanno in atrofia fisiologica perché vengono stimolate in modo innaturale. In questi casi, il tessuto adenoideo, magari stimolato dal catarro prodotto da patologie varie (di natura allergica, infettiva, virale, meccanica, disfunzionale), può anche ipertrofizzarsi impedendo l’esplicarsi di funzioni corrette a livello rinofaringeo che sono di stimolo per la crescita della regione stessa.
Fattori secondari locali:
▪Dismorfosi dento-maxillo-facciali (a carattere ereditario);
▪Ipotono della muscolatura facciale (in particolare dei muscoli masticatori e dell’orbicolare);
▪Altre abitudini viziate quali: la deglutizione atipica, il succhiamento del dito, il morso del labbro inferiore, etc…;
Fattori generali: malattie croniche dell’apparato respiratorio (ipercapnia, ipossia) e cardiocircolatorio (scompenso cardiaco destro), l’asma, le allergie, le malattie endocrine e del sistema nervoso etc…
Può inoltre esserci una ipotonia di tutto il sistema muscolare che, in corrispondenza del diaframma, si manifesta con una cinetica muscolare limitata e, nel distretto oro facciale, con l’abbassamento costante della mandibola a riposo per ipotono dei muscoli sovraioidei e masticatori.

## Affezioni
In caso di respirazione orale, si ha la presenza di alterazioni della postura cranica e cervicale, iperestensione della testa e attivazione del muscolo sternocleidomastoideo e dei muscoli respiratori accessori migliorando così la respirazione attraverso una maggior dilatazione delle vie aeree.
Anche i tessuti molli periorali si trovano in una posizione alterata: difatti, per permettere il passaggio dell’aria attraverso la bocca, i tre sigilli del cavo orale devono essere liberi:
- Il sigillo labiale (anteriore);
- Il sigillo tra la lingua e palato duro (intermedio);
- Il sigillo tra lingua e palato molle (posteriore);

Di conseguenza i bambini respiratori orali hanno costantemente labbra incompetenti, con un labbro superiore corto e ipotonico e un labbro inferiore ipertonico e rovesciato in avanti.
Anche la lingua assume una posizione non fisiologica, in quanto non può più rimanere adesa al palato e svolgere la sua funzione morfogenitrice a livello palatale, ma è costretta ad una postura bassa e protrusa per agevolare il flusso di aria dal cavo-orale;
In questa situazione non vengono contrastate le forze centripete che le guance esercitano sul mascellare superiore e avremo come risultato un’arcata superiore contratta, con la caratteristica forma a “V”, un palato molto più profondo, una riduzione del diametron trasversale, un conseguente cross-bite posteriore e un open-bite anteriore.
Da un punto di vista sagittale il respiratore orale presenta frequentemente una malocclusione di II Classe caratterizzata da una mandibola di dimensioni ridotte, post-ruotata e un over-jet aumentato a causa dell’incompetenza labiale e della pressione della lingua sugli incisivi, con vestibolarizzazione dei superiori e lingualizzazione degli inferiori e con il conseguente aumento del rischio di traumi dei denti anteriori per over-jet maggiori a 3 mm.
All’interno del cavo orale, possiamo notare come il pH e il flusso di saliva risultino ridotte proprio a causa del passaggio dell’aria, con conseguenti: secchezza delle mucose orali, infiammazioni frequenti, un maggior numero di carie.
Anche il flusso aereo attraverso le narici è fortemente ridotto e, non essendo più stimolata attivamente la muscolatura delle ali del naso, il naso tende ad essere sottile con narici piccole, strette e iposviluppate.
Da un punto di vista verticale possiamo verificare l’aumento dell’altezza facciale antero-inferiore con riduzione dell’altezza facciale posteriore. Inoltre, il bambino respiratore orale presenta occhiaie sia per la stasi dei plessi venosi da congestionedellamucosanasale,sia per la scarsa qualità del sonno.Tutte queste caratteristiche sono tipiche di un bambino con scarsa funzionalità respiratoria nasale a cui corrisponde una morfologia cranio-facciale tipica definita “Facies Adenoidea”. Spesso questi individui presentano anche comportamenti distratti, stanchi e svogliati ed enuresi notturne.
Non si tratta, quindi, solo di un segno caratteristico di alcune dismorfosi dell’apparato stomatognatico, ma anche di stati morbosi generali: a differenza della respirazione nasale fisiologica, la respirazione orale non riesce a garantire una modificazione ottimale dell’aria inspirata e ciò può portare l’intaurarsi della sindrome seno-bronchiale o rino-bronchiale, caratterizzata da processi infiammatori a carico dei seni paranasali, tonsilliti e rino-faringiti croniche, otiti, ipoacusie, sordità, cefalee (soprattutto localizzate a livello frontale) con scarsa attitudine al lavoro, diminuita attenzione, affaticabilità, astenie, stati sub-febbrili e tracheo-bronchiti croniche. Inoltresi riscontra anche un'alterazione della fonesi per la comparsa di rinolalia chiusa posteriore.
A causa dei rapporti esistenti tra funzione respiratoria e crescita dei mascellari, è frequente il riscontro dell’associazione tra respirazione orale e crescita disgnatica; in rapporto a quest’ultima, la respirazione orale può agire come:
- Cofattore esogeno predisponente;
- Cofattore esogeno coadiuvante;
- Cofattore esogeno inducente;

Su di una matrice organica disgnatica, geneticamente predestinata, la respirazione orale può agire come cofattore esogeno, cioè come un elemento secondario che provoca a sua volta un peggioramento della dismorfosi a componente genetica (con causa aggravante).
D’altro canto, su di una matrice organica eugnatica, la respirazione orale può intervenire in modo primario come fattore eziologico ambientale inducente e/o predisponente.

## Effetti della respirazione orale
Molti degli effetti e delle conseguenze della respirazione orale sono state precedentemente accennate. In questo paragrafo verranno fornite informazioni più dettagliate.
- Conseguenze sulla salute del cavo orale: si crea una situazione di iposcialia con conseguente xerostomia (bocca asciutta), tensione del muscolo orbicolare delle labbra, bruxismo notturno. Uno stato di secchezza cronica della bocca è in grado di alterare la flora batterica del cavo orale favorendo l’insorgenza di carie, di infezioni, di stomatiti, di afte e di infiammazione delle gengive. Infatti la saliva, grazie ad enzimi antibatterici, anticorpi e ai sali minerali contenuti, assicura con il suo flusso regolare, detersione, allontanamento degli zuccheri, remineralizzazione dello smalto, cose che saranno limitate nel respiratore orale;
- Alterazioni posturali: La respirazione orale provoca abbassamento della postura linguale (causa di malocclusione, per mancato sviluppo in allungamento normale del frenulo linguale) Si verifica una spinta costante sui denti e, invece, viene meno l’azione fisiologica della lingua di modellazione ed allargamento del palato. Il controllo neuromuscolare crea iperestensione della testa (posizione che favorisce la dilatazione delle vie aeree) e, quindi, alterazione della postura della intera colonna vertebrale. Il modello respiratorio è in grado di influenzare la postura di tutto l’organismo. Anche i muscoli coinvolti nell’atto respiratorio cambiano, ed intervengono muscoli che normalmente non partecipano alla respirazione. Ritroviamo incompetenza labiale e dei muscoli delle labbra che causano ipotonia del labbro superiore e ipertono del labbro inferiore;
- Conseguenze ortodontiche, sulla crescita cranio-facciale: Secondo la teoria della matrice funzionale di Moss, cioè che la funzione determina la forma, la direzione di crescita del bambino respiratore orale cambia e si altera in modo tipico. La alterata postura linguale determina postero-rotazione della mandibola (iperdivergenza, morso aperto). Il palato rimane stretto sia per il non-uso delle adiacenti vie aeree superiori, sia per la mancata spinta allo sviluppo della lingua che rimane in posizione bassa e non va a stimolare il palato (funzione di morfogenesi) durante le 1500/ 2000 atti deglutitori. Inoltre, la postura linguale errata, così bassa, non riesce a contrastare la pressione delle guance che spingono a stringere ulteriormente il palato. Si crea quindi morso inverso uni o bilaterale, per via del palato stretto sommato alla spinta eccessiva sempre da parte della lingua sulla mandibola che si allarga ulteriormente, creando alle volte condizioni di II o III classe scheletrica. Il mascellare superiore presenta caratteristica forma a V ed il palato si presenta più profondo, ogivale, per il mancato allargamento di cui sopra. Se si dovesse pensare che la volta palatina corrisponde al pavimento delle fosse nasali, ne risentono anche queste, e quindi le cavità nasali non si sviluppano, rimanendo strette e rendendo sempre più difficoltosa la normale respirazione nasale. Le narici rimangono piccole e iposviluppate, il naso si assottiglia così come il labbro superiore, il labbro inferiore si ingrossa e si rovescia in avanti.A seconda di dove poggia prevalentemente la spinta linguale anomala, si possono creare vari tipi di malocclusioni come: il morso aperto (open-bite), overjet aumentato (incisivi superiori che sporgono con maggior predisposizione ai traumi dentali), evidenziazione della tendenza alla II classe, etc. L’ipertono del muscolo orbicolare del labbro inferiore può portare a lingualizzazione degli incisivi inferiori (che causa così frequentemente il fatto che i denti da latte non cadono e i permanenti incisivi inferiori crescono dietro). Possiamo ritrovare anche un aumento dell’altezza facciale (viso allungato). Tutto ciò è quello che si chiama aspetto adenoideo o facies adenoidea. Oltre le malformazioni già descritte, troviamo anche gli occhi con espressione smarrita, le guance sono ipotoniche, strette e triangolari, presenza di occhiaie, sia per la stasi vascolare dovuta alla congestione della mucosa nasale, sia perché questi bambini hanno una qualità del sonno molto scarsa;
- Conseguenze sulla salute generale: i bambini affetti da respirazione orale sono ipoattivi, assonnati, svogliati, con scarso rendimento scolastico e sportivo (sono costantemente ipo-ossigenati). Si riscontrano anche disturbi del carattere e della socializzaione. Questa, inoltre, è la condizione in cui si determinano più frequentemente le apnee notturne che, se non curate, si mantengono anche in età adulta, con grande pericolo per la salute.

È stato detto che la respirazione orale crea malocclusione ma è sicuramente vero anche il contrario: che una malocclusione, instauratasi per motivi ereditari e/o a causa delle cosiddette abitudini viziate (allattamento materno prolungati, ciuccio e biberon prolungati, dito in bocca e suzione dello stesso etc…) può creare le condizioni anatomiche sfavorevoli che andranno ad instaurare un modello di respirazione orale.

## Diagnosi
Quando ci troviamo di fronte a forme di respirazione orale vera, la diagnosi risulta molto semplice in quanto il bambino presenterà i tipici segni anatomici e non della patologia, raggruppati tutti sotto il termine di facies adenoidea. Esso fornisce un identikit del bambino respiratore orale:
- Occhi con tipico alone cutaneo scuro per la stasi venosa provocata dalla congestione delle mucose nasali;
- Espressione assente, stanca, palpebre cadenti;
- Il naso appare ristretto con narici piccole, può presentarsi prominente o gobbuto, più o meno dritto con setto deviato;
- Zigomi appiattiti o assenti;
- Labbra incompetenti, sgretolate, con assottigliamento del labbro superiore e l’ingrossamento e il rovesciamento in avanti dellabbro inferiore;
- Può esserci frenulo linguale corto con deglutizione atipica;
- Postura linguale bassa;
- Quando deglutisce fa una smorfia, o contrae della muscolatura delle guance, o corruga visibilmente la pelle che ricopre il mento con tipico aspetto a “palla da golf “;
- Alitosi più o meno accentuata soprattutto al mattino;
- Cefalee soprattutto localizzate a livello frontale;
- Scarsa attenzione;
- Palato stretto e profondo;
- Possibile II o III classe scheletrica di Angle;
- Possibili cross bite posteriore ed open bite anteriore;
- Mandibola in posizione bassa;
- Faccia lunga e stretta;
- Può presentare alterazioni cifolordotiche della colonna vertebrale, tendenza alla rettilineizzazione o addirittura all’inversione della lordosi cervicale, scapole alate, spalle ruotate in avanti,  petto incavato, ventre gonfio e prominente;

Di fronte a questo quadro clinico bisogna comunque valutare se esso faccia parte o meno del corredo genetico del soggetto, oppure se sia direttamente correlato con la funzione respiratoria anormale; difatti, non sempre la “facies adenoidea” è correlata a respirazione orale.
Il problema sopraggiunge quando ci troviamo di fronte a forme di respirazione mista dove bisogna ricercare con attenzione i segni di tale patologia; in questi casi è bene per prima cosa valutare quale sia l’atteggiamento spontaneo della competenza labiale. Capita spesso che il bambino stia a labbra chiuse, atteggiamento comunque non spontaneo in quanto è possibile notare contrazioni volontarie dei muscoli mimici facciali. Questa condizione può essere dovuta allo stress psicologico.
Bisogna comunque fare un’anamnesi dettagliata, ponendo ai genitori le domande seguenti:
- Il bambino dorme a bocca aperta o a bocca chiusa?
- Russa la notte?
- Al mattino, trovate il cuscino bagnato di saliva?
- Quando guarda la televisione rimane a bocca aperta o a bocca chiusa?
- Quando legge, ascolta la musica, gioca ai video games sta a bocca aperta o chiusa?

Inoltre, in aggiunta, possono essere utilizzati i test semiologici di funzionalità respiratoria:
- Test di Rosenthal: si fanno compiere 20 atti respiratori consecutivi, prima con entrambe le narici, successivamente con una sola, tenendo la bocca chiusa. Se dovesse predominare la respirazione orale, il soggetto sarà costretto ad aprire la bocca prima del termine del test, mentre aumenteranno la frequenza del respiro e quella cardiaca;
- Riflesso di Goudin o “test delle pinne nasali “: consiste nella compressione veloce seguita dal rilascio dell’ala del naso. La compressione può essere effettuata contemporaneamente su tutte e due le narici oppure alternatamente. Se ci si trova di fronte ad un respiratore orale, non si osserva la risposta riflessa dell’allargamento delle narici, in quanto la carenza di funzione rende ipotrofica e ipotonica la muscolatura narinale;
- Manovra di Robin e Soleil: il paziente viene invitato a respirare con la bocca chiusa e la mandibola in protrusione. In caso di miglioramento della respirazione, la positività della manovra depone per una situazione di glossoptosi;
- Test di Cottle: se la funzione respiratoria migliora allontanando le guance verso l’esterno, questo fatto depone per un’insufficiente o assente funzionalità della valvola nasale. SI tratta di una manovra che facilita la diagnosi differenziale tra l’ostacolo alla corrente respiratoria di tipo valvolare (narinale) e quello di tipo extravalvolare (turbinale o settale);
- Prova dello specchietto di Glatzel: lo specchio di Glatzel è costituito da una lastra metallica con superficie speculare divisa da segni concentrici distanti fra loro 1 cm. Questa manovra può essere fatta anche con due specchietti odontoiatrici avvicinati testa-testa. In questo modo, viene esaminata la capacità respiratoria nasale osservando la quantità di vapore espirato che si condensa sulla superficie speculare. Tale condensazione forma per ogni narice un alone di ampiezza variabile proporzionale al grado di pervietà della rispettiva fossa nasale. Il soggetto adulto, in condizioni fisiologiche, manifesta due aloni simmetrici larghi circa 3 cm e lunghi 7 cm. Per eseguire il test, bisogna tenere gli specchietti sotto le narici. In caso di espirazione e respirazione nasale, le superfici si appanneranno.

Per una corretta diagnosi è comunque consigliabile l’esecuzione di indagini strumentali più approfondite basate su: rinomanometria, elettromiografia, elettrognatografia e termografia.
Quando si desidera valutare il grado di parvietà dello iato faringeo, risulta utile anche lo studio dei tessuti molli attraverso una teleradiografia latero-laterale, in proiezione postero-anteriore e in posizione frontale. La prima in particolare, oltre alla valutazione di eventuali ipertrofie adenotonsillari, consente di osservare la posizione della lingua, del velo palatino e lo spazio esistente fra adenoidi e palato molle. La seconda invece permette la valutazione delle dimensioni delle cavità nasali e paranasali ed eventuali deviazioni del setto nasale.

## Terapia
Molto spesso la terapia della respirazione orale non è limitata al solo distretto dento-maxillo-facciale, quindi a carico dell’odontoiatra, ma si avvale della collaborazione di diversi specialisti, in primo luogo dell’otorinolaringoiatra, del pediatra e del logopedista.
Distinguiamo quattro possibili interventi:
- Terapia medica generale: quando la respirazione orale è sintomo di un quadro patologico ben più vasto, riguardante non solo strutture dell’apparato stomatognatico, il paziente verrà inviato ad altri specialisti quali il pediatra, l’allergologo, il reumatologo, lo pneumologo;
- Terapia otorinolaringoiatrica: bisogna ricordare che tonsille e adenoidi appartengono al sistema immunitario come luogo sia di deposito sia di produzione di cellule immonocompetenti e che, di conseguenza, la terapia dovrà assicurare sia la funzione immunitaria sia l’eliminazione di eventuali foci e ostruzioni meccaniche. È consigliabile distinguere la patologia tonsillare da quella adenoidea, in quanto le adenoidi rivestono un ruolo immunologico minore rispetto a quello delle tonsille; infatti, la funzione immunitaria del tessuto adenoideo può essere sostituita dall’ipertrofia dei follicoli linfatici faringei e epifaringei, e l’exeresi chirurgica può anche non essere radicale e limitarsi al tessuto adenoideo o ad una sola tonsilla;
- Terapia ortognatodontica: il trattamento ortodontico può apportare notevoli benefici quali la normalizzazione dei rapporti fra le basi scheletriche e i denti ( è il miglior presupposto per consentire ai tessuti molli di funzionare in modo adeguato e per ripristinare una fisiologica respirazione nasale ). Alle volte risulta essere sufficiente la semplice correzione della dismorfosi ad eliminare la respirazione orale, soprattutto quando questa rappresenta una manifestazione secondaria. L’esposizione ortodontica del mascellare, con qualsiasi mezzo venga effettuata, aumenta la capacità e l’ampiezza delle fosse nasali e, quando la mandibola viene portata in avanti, aumentano le dimensioni delle vie aeree faringee.
- Terapia miofunzionale: La TMF è un programma educativo – rieducativo volto alle alterazioni delle funzioni orali quali: la respirazione, l’alimentazione (suzione, masticazione, deglutizione), la produzione dei suoni del linguaggio, nonché il gusto e la mimica facciale. Le procedure terapeutiche mirate alla rieducazione della funzione respiratoria si possono suddividere in:
- Locali: limitate al distretto muscolare oro-facciale;
- Generali: riguardante tutta la muscolatura corporea e le manovre di igiene generale;

La rieducazione della respirazione può iniziare precocemente, intorno a 5-6 anni; un fattore molto importante da considerare è il grado di maturazione psico-motoria per valutare la capacità di collaborazione del bambino.